# Litio (medicamento)
Las sales de litio, en farmacología, se refiere al uso del ion Li+ como medicamento. Se usan un número de sales químicas de litio como estabilizador de estados anímicos alterados, en especial, el trastorno bipolar. También juegan un papel en el tratamiento de la depresión y en particular de la manía, tanto de modo agudo como de largo plazo. Como estabilizador anímico, el litio es probablemente más efectivo previniendo la manía que la depresión y es capaz de reducir el riesgo de suicidio. En la depresión por sí sola (el trastorno unipolar), el litio se puede usar para aumentar el efecto de otros antidepresivos.

El carbonato de litio (Li2CO3), es el más comúnmente prescrito, mientras que el citrato de litio (Li3C6H5O7), el sulfato de litio (Li2SO4), ácido aspártico y el ácido orótico en sales de litio son algunas alternativas.
Una vez es ingerido, el litio se distribuye ampliamente en el sistema nervioso central donde interactúa con varios neurotransmisores y receptores celulares, disminuyendo la liberación de noradrenalina e incrementando la síntesis de serotonina.

## Usos clínicos
El uso del litio se vuelve de importancia en el tratamiento de la manía en el trastorno bipolar. Inicialmente, se emplea al litio en conjunto con otros neurolépticos, puesto que toma hasta una semana para que aparezca el efecto del litio. Es usado también en la profilaxis de la depresión y la manía del trastorno bipolar. En ocasiones se usa en otros trastornos psiquiátricos como la psicosis cicloide y la depresión unipolar. Los usos no-psiquiátricos del litio son muy limitados, por ejemplo, para el alivio de ciertos dolores de cabeza, especialmente, del tipo hipnótico. Recientemente, se demostraron resultados prometedores en humanos con la enfermedad neurodegenerativa esclerosis lateral amiotrófica. A menudo se usa para potenciar los beneficios de medicamentos estándar de la depresión unipolar. El tratamiento con litio era una vez considerado inapropiado en niños, sin embargo, en estudios recientes se ha demostrado su eficacia en el tratamiento de la aparición del trastorno bipolar en niños de hasta 8 años de edad[cita requerida]. La dosis requerida de 15-20 mg por kg de peso corporal, es poco menor al nivel de toxicidad, por lo que se requiere un monitoreo cercano durante el tratamiento con litio. Con el fin de prescribir la dosis correcta, se requiere un cuidadoso estudio de la historia médica del paciente, los antecedentes físicos y psicológicos, etc. Se tiende a tomar muestras de sangre cada tres meses con el fin de asegurar que el nivel de litio sanguíneo sea apropiado y evitar la toxicidad. También se acostumbra a evaluar la función renal y hepática cada 3-6 meses en caso de anormalidades en esos órganos, así como la función tiroidea cada año. La deshidratación es un efecto común del litio.
Altas dosis de haloperidol, flufenazina, o flupentixol pueden ser peligrosas si son usadas con litio, por razón de ciertos reportes de encefalopatía tóxica.
En una revisión sistemática de la literatura existente entre 1949 y 2021, se encontró al menos 1100 casos de trastornos del movimiento relacionados con el consumo de carbonato de litio. Destacándose la enfermedad de Parkinson, discinesia, mioclonías, distonía y en menor medida síndrome tipo Creutzfeldt-Jakob, acatisia, síntomas del síndrome de piernas inquietas, tics, síndromes cerebelosos y tartamudeo.

## Farmacología
Las sales de litio tienen una relación muy angosta entre lo terapéutico y la toxicidad, por lo que deben ser prescritas en centros donde se pueda hacer seguimiento de las concentraciones plasmáticas del medicamento. Las dosis ajustadas deben lograr una concentración sanguínea entre 0,6 y 1,2 mmol de litio por litro de sangre en muestras tomadas 12 horas después de la última dosis. La sobredosis que se obtiene con concentraciones mayores de 1,5 mmol/L de litio pueden ser fatales e incluyen efectos tóxicos tales como ataxia, nistagmo, trastornos renales y convulsiones. Un profesional de la salud capacitado debe ser consultado en estos rangos tóxicos.
La toxicidad del litio se complica con la depleción de sodio, por lo que el uso concomitante de diuréticos que inhiben la recaptación de sodio, como las tiazidas puede ser peligroso y deben ser evitados.
La absorción del litio es casi completa después de 6-8 h y llega a una concentración máxima entre 30 minutos a 2 horas sin unirse a proteínas. El volumen de distribución es aproximadamente 0,5 L/kg hasta 0,7-0,9 L/kg con cierto secuestro por los huesos del cuerpo. La excreción de litio ocurre enteramente por los riñones.

## Mecanismo de acción
A pesar de numerosas investigaciones, aún no se conoce el modo de acción del litio. Las principales posibilidades que se han investigado incluyen los efectos sobre electrolitos y transporte iónico —especialmente cationes monovalentes y divalentes—, los efectos sobre neurotransmisores y su liberación y los efectos sobre segundos mensajeros la cual es la propuesta más prometedora.

### Electrolitos y transporte iónico
El litio tiene propiedades muy similares al sodio aunque por sí solo no puede mantener el potencial de membrana como lo hace el sodio. Sin embargo, bajo condiciones experimentales es capaz de sustituir al sodio y reducir en cierto grado los procesos asociados al potencial de acción.